# Joshi deka!
Joshi deka! (ジョシデカ！?), noto anche con il titolo internazionale Wpc! Policewoman!, è una serie televisiva giapponese del 2007.

## Trama
Hanako Sakura è una poliziotta con alle spalle molti anni di esperienza, che viene incaricata di insegnare alla giovane recluta Kurumi Katakeyama come svolgere al meglio il proprio lavoro. Le due hanno caratteri diametralmente opposti, che tuttavia finiscono per essere complementari nella risoluzione dei vari casi che si trovano ad affrontare.